# Sítio Novo (Rio Grande do Norte)
Sítio Novo is een gemeente in de Braziliaanse deelstaat Rio Grande do Norte. De gemeente telt 5.471 inwoners (schatting 2009).